# تیم ملی بسکتبال بلژیک
تیم ملی بسکتبال بلژیک،نماینده بلژیک در مسابقات بین‌المللی بسکتبال است.

## تاریخچه
تیم بلژیک در اولین مسابقات قهرمانی بسکتبال اروپا ۱۹۳۵ که توسط فدراسیون بسکتبال اروپا برگزار شد ، در رده ششم قرار گرفت. آنها در مرحله مقدماتی به اسپانیا باختند. در مسابقه رده بندی پنجم تا هشتم ، بلژیکی ها بلغارستان را شکست دادند تا به دیدار مکانهای پنجم تا ششم برسند. در آنجا آنها توسط فرانسه  ۴۹-۳۰ شکست خوردند.